# 丹尼索瓦11號
丹尼索瓦11号，又称“Denny”，是在西伯利亚南部丹尼索瓦洞发现的一块早期智人化石。这块化石来自一位生活在距今9万年前的至少13岁的女性，是尼安德特人和丹尼索瓦人的直接混血儿。
丹尼索瓦11号发现于2012年，是考古史上第一次发现的来自两种不同人类物种的直接混血儿个体。